# Елизабет Маргарета фон Золмс-Браунфелс
Елизабет Маргарета фон Золмс-Браунфелс (на немски: Elizabeth Margareta von Solms-Braunfels-Greifenstein; * 23 май 1637; † 1681) е графиня от Золмс-Браунфелс-Грайфенщайн и чрез женитба графиня на Сайн-Витгенщайн в Хоенщайн.

## Биография
Тя е най-голямата дъщеря на граф Вилхелм II фон Золмс-Браунфелс-Грайфенщайн (1609 – 1676) и първата му съпруга графиня Йоханета Сибила фон Золмс-Хоензолмс (1623 – 1651), дъщеря на граф Филип Райнхард I фон Золмс-Хоензолмс и графиня Елизабет Филипина фон Вид-Рункел. Баща ѝ Вилхелм II се жени втори път на 24 април 1652 г. за графиня Ернестина София фон Хоенлое-Шилингсфюрст (1618 – 1701).
Тя е кръстена на 25 юни 1637 г. в Грайфенщайн и умира през 1681 г.

## Фамилия
Елизабет Маргарета фон Золмс-Браунфелс се омъжва на 27 май 1656 г. в Грайфенщайн за граф Лудвиг Кристиан фон Сайн-Витгенщайн-Хоенщайн (* 17 януари 1629; † 25 януари 1683), най-големият син на граф Йохан VIII фон Сайн-Витгенщайн-Лора-Хоенщайн (1601 – 1657) и графиня Анна Августа фон Валдек-Вилдунген (1608 – 1658). Те нямат деца.
Лудвиг Kристиан фон Сайн-Витгенщайн-Хоенщайн се жени втори път 1682 г. за Анна Елизабет Вийг.